# Bee 52
Bee 52 is een computerspel dat werd ontwikkeld door Codemasters en werd uitgegeven door Camerica. Het spel kwam in 1992 uit voor de Commodore 64 en twee jaar later voor de Nintendo Entertainment System. De speler speelt in dit spel 'bij 52' en moet elke dag zijn quota aan honing behalen.

## Platforms
- Commodore 64 (1992)
- NES (1992)

## Ontvangst
| Beoordeeld door | Platform     | Datum       | Score |
| --------------- | ------------ | ----------- | ----- |
| Commodore Force | Commodore 64 | 1993        | 57%   |
| NES Archives    | NES          | 1 juni 2001 | 25%   |